# Hermenegildo Capelo
Hermenegildo Carlos de Brito Capelo, född den 4 februari 1841 i Palmela, död den 4 maj 1917 i Lissabon, var en portugisisk upptäcktsresande och sjöofficer. 
Capelo ledde 1877–1879 med sin landsman Roberto Ivens en expedition till Afrika för undersökning av Kwangos övre lopp samt med mera framgång den även med Ivens 1884–1885 företagna expeditionen från Moçâmedes genom kontinenten till Quelimane vid Indiska oceanen. Resultaten av dessa resor offentliggjordes i de båda reseberättelserna De Benguella ás terras de Jacca (1881) och De Angola á Contra-Costa (1886).